# Dumraon
Dumraon è una suddivisione dell'India, classificata come municipality, di 45.796 abitanti, situata nel distretto di Buxar, nello stato federato del Bihar. In base al numero di abitanti la città rientra nella classe III (da 20.000 a 49.999 persone).

## Geografia fisica
La città è situata a 25° 33' 0 N e 84° 9' 0 E e ha un'altitudine di 60 m s.l.m..

## Società

### Evoluzione demografica
Al censimento del 2001 la popolazione di Dumraon assommava a 45.796 persone, delle quali 24.378 maschi e 21.418 femmine. I bambini di età inferiore o uguale ai sei anni assommavano a 7.902, dei quali 4.118 maschi e 3.784 femmine. Infine, coloro che erano in grado di saper almeno leggere e scrivere erano 24.740, dei quali 15.488 maschi e 9.252 femmine.